# Гледич, Кристиан
Кристиан Гледич (Kristian Skrede Gleditsch; род. 9 октября 1971, Осло) — норвежский политолог. Доктор философии (1999), Regius Professor в Университете Эссекса (с 2017) и исследовательский ассоциат Института исследований мира в Осло (PRIO), член Британской академии (2024) и Академии социальных наук Великобритании (2019). Лауреат премии Аннелизы Майер (2015). Вошел в Список высокоцитируемых исследователей 2014 года, подготовленный Thomson Reuters.
Сын Нильса Петтера Гледича.
Вырос в Осло. В 1989-90 годах жил в Мексике.
После бакалавриата в Университете Осло получил докторскую степень в Университете Колорадо в США. Работал в Университете Глазго, Гарвардском и Калифорнийском университетах (в Калифорнийском университете в Сан-Диего с 2001 года). С 2005 в Великобритании. Член Американской ассоциации политических наук и руководящего совета Network of European Peace Scientists. Стал первым норвежцем и политологом, получившим исследовательскую премию Аннелизы Майер. В 2011-2 президент Ассоциации международных исследований (ISA), президентом которой уже состоял его отец в 2008—2009 годах.
Автор All International Politics is Local: The Diffusion of Conflict, Integration, and Democratization (University of Michigan Press, 2002), Spatial Regression Models (Sage, 2008), Inequality, Grievances, and Civil War (Cambridge University Press, 2013) — последняя удостоилась премии Книга года от APSA. Публиковался в American Journal of Political Science, American Political Science Review, Annals of the Association of American Geographers, Biological Reviews, Comparative Political Studies, Conflict and Cooperation, Defence and Peace Economics, Economic History Review, European Journal of International Relations, International Interactions, International Organization, Internasjonal Politikk, International Studies Quarterly, Journal of Conflict Resolution, Journal of Peace Research, Journal of Politics, PLOS One, Political Analysis, Political Psychology, R Journal и World Politics.
Женился в 2002 году.